# Triangle (instrument musical)

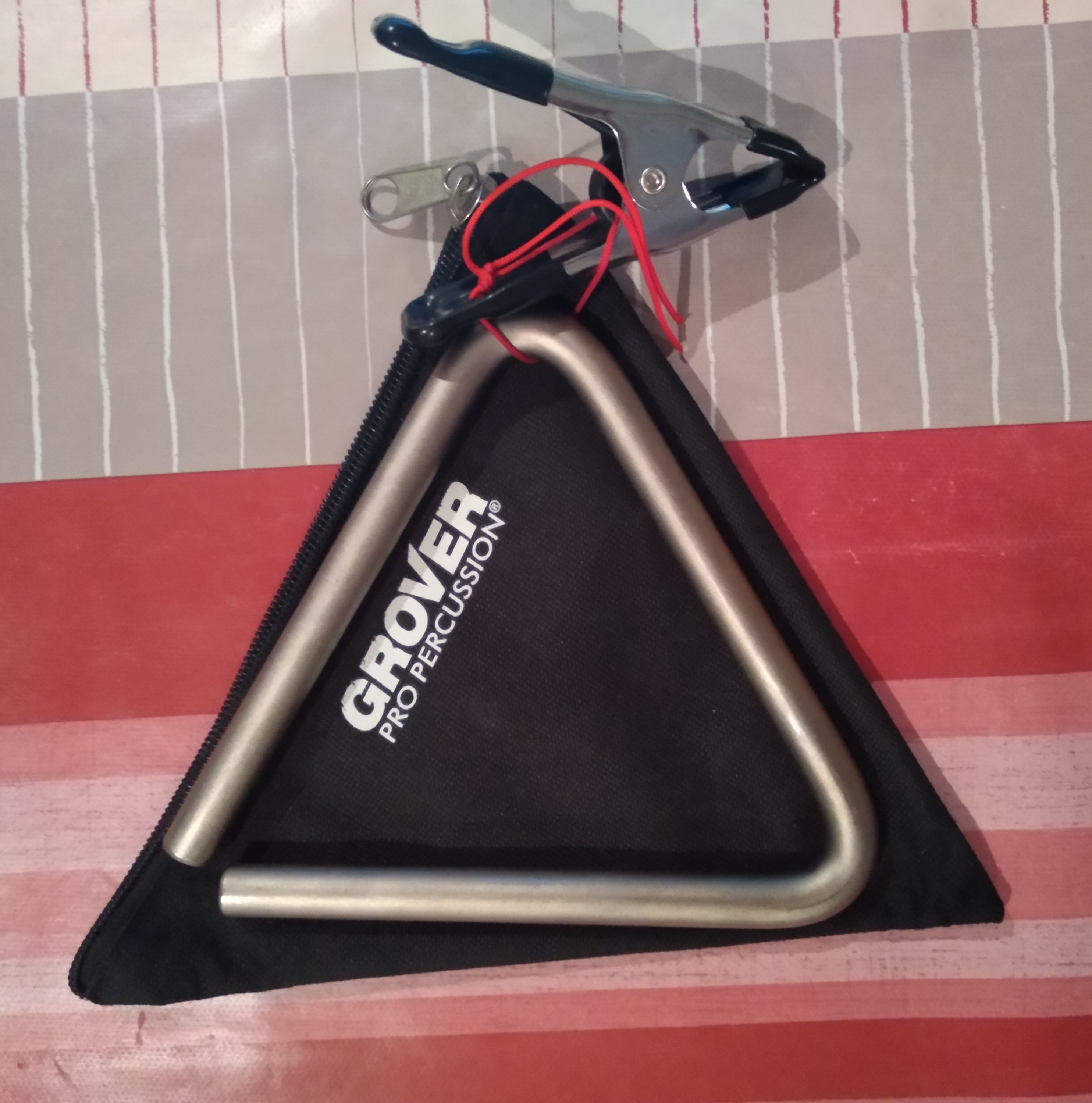
Triangle de la marca Grover

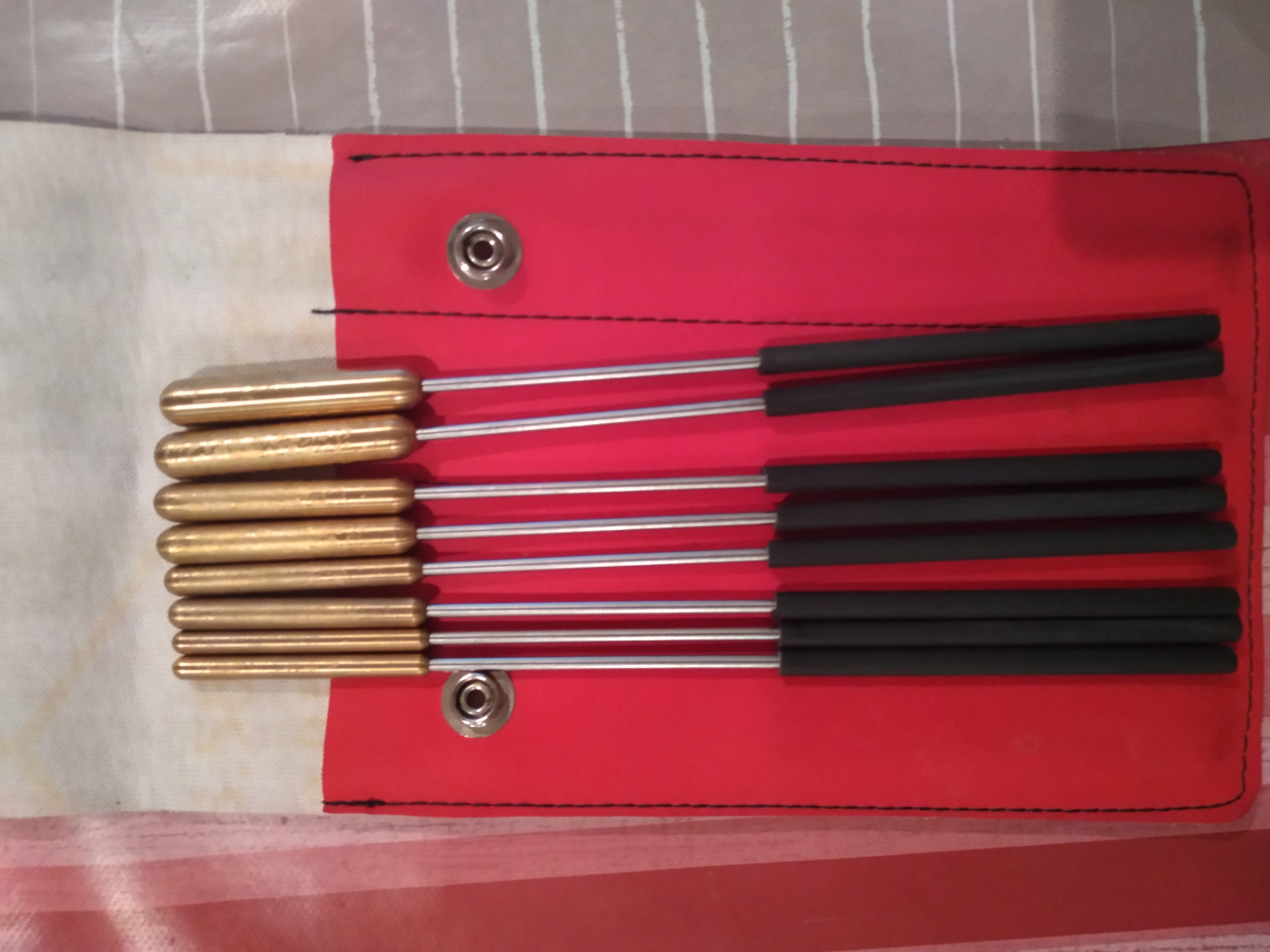
Baquetes de triangle de la marca Chalklin

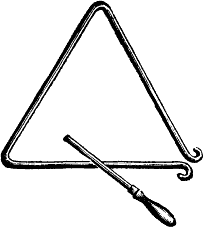
Triangle

El triangle és un instrument de percussió de metall, pertanyent al grup dels idiòfons, perquè el so resultant és fruit de la vibració del metall després de ser colpejat amb la baqueta metàl·lica quasi sempre. De fet, és una modificació del sistre dels antics mesopotàmics i egipcis, que consisteix en un marc de metall, doblegat en forma de ferradura, un mànec i diverses varetes corbades als extrems. Es fa sonar agitant el mànec amb la mà, aleshores les varetes percudeixen els costats del marc sobre el qual es desplacen.
El triangle, com el seu nom indica, és una barra cilíndrica d'acer doblegada en forma de triangle, amb la particularitat que un dels seus vèrtexs queda obert. Normalment, l'executant no sosté directament l'instrument agafant-lo per una de les seves parts; sinó, que en el vèrtex superior es lliga una cordellina perquè quedi suspès en l'aire i vibri bé. El so del triangle és d'altura indefinida, el que no significa que no generi notes determinades. El triangle posseïx gran sonoritat malgrat la seva petitesa, el que permet que un sol sigui escoltat per sobre de l'orquestra simfònica.
Una de les obres més conegudes, al qual els farraguins simbolitzen els cops del martell sobre l'enclusa és el Cor dels Gitans a l'òpera il Trovatore de Giuseppe Verdi. A la música popular, s'utilitza molt a Mallorca en les festes tradicionals com a acompanyament de les guitarres.
Hom pot dir que es coneix a Occident des de l'edat mitjana. Dins del folklore català, els ferrets provenen del costum molt generalitzat que tenien els cecs pidolaires i captaires, pels voltants de Nadal, de formar colles i voltar pels carrers cantant nadales, amb l'acompanyament d'aquest instrument, entre d'altres. Aquestes peculiars colles eren mixtes: el cor, que solia ser molt nombrós, estava format, exclusivament, per cegues. També sembla que eren les dones les que tenien més intervenció en les cançons cantades dins de l'església.
Sol ser, a més, un instrument propi del Carnestoltes i de les caramelles.
Els ferrets també poden consistir en dues peces metàl·liques allargades, l'una molt més llarga que l'altra, on la més es grata o percudeix contra la més llarga i, per tant, s'assemblaria a l'espasí de les Pitiüses.